# Rick Krajewski
 (août 2024).
Pour les articles homonymes, voir Krajewski.
Rick Chester Krajewski (né le 21 juin 1991) est un homme politique américain. Il siège actuellement à la Chambre des représentants de Pennsylvanie, représentant la 188e circonscription législative. Membre du Parti démocrate et des Socialistes démocrates d'Amérique, Krajewski est élu pour la première fois lors des élections à la Chambre des représentants de Pennsylvanie en 2020. Lors de cette élection, il se présente contre Jim Roebuck lors des primaires.

## Biographie
Krajewski obtient un diplôme d'ingénieur de l'université de Pennsylvanie en 2013. Avant d'être élu à la State House, il travaille comme développeur de logiciels, poste qu'il quitte pour travailler à plein temps comme activiste,. Krajewski est actif dans l'organisation et la campagne sur le terrain du groupe activiste progressiste Reclaim Philadelphia.